# Ranggo (Pajo)
Ranggo is een bestuurslaag in het regentschap Dompu van de provincie West-Nusa Tenggara, Indonesië. Ranggo telt 5952 inwoners (volkstelling 2010).